# Roomful of Blues
Roomful of Blues è una big band blues e swing revival originaria di Rhode Island. Con una carriera discografica che dura da oltre 50 anni, hanno fatto tournée in tutto il mondo e registrato molti album. Dal 1967, la miscela del gruppo di swing, rock and roll, jump blues, boogie-woogie e soul si è guadagnata cinque nomination ai Grammy Award e molti altri riconoscimenti, tra cui sette Blues Music Awards (con una vittoria come Blues Band Of The Year nel 2005). Il sondaggio della critica internazionale di Down Beat ha proclamato per due volte i Roomful of Blues come Best Blues Band.
I Roomful of Blues attualmente sono composti da otto membri guidati dal chitarrista Chris Vachon e dal tenore e suonatore di sax contralto Rich Lataille. Nel 2010, il cantante Phil Pemberton sostituì Dave Howard. Alcunimembri recenti sono il trombettista Carl Gerhard, il bassista John Turner e il batterista Chris Rivelli, che si unirono al già presente baritono e sassofonista tenore Mark Earley. Il tastierista Travis Colby lasciò la band alla fine del 2012 per continuare la sua carriera musicale con una direzione musicale diversa; attualmente Rusty Scott è alle tastiere. Nel corso degli anni ci sono stati almeno 48 membri nei Roomful of Blues.

## Carriera
I Roomful of Blues nacquero a Westerly, a Rhode Island, negli Stati Uniti, nel 1967, quando il chitarrista Duke Robillard e il pianista Al Copley diedero vita ad una band che suonava il blues di Chicago duro e senza esclusione di colpi. Presto iniziarono a esplorare lo swing blues, jump blues, R&B e jazz degli anni '40 e '50 e nel 1970 aggiunsero una sezione di corni (incluso Rich Lataille). Riuscirono a creare un gruppo di fan devoti nel New England. Nel 1974, si esibirono con Count Basie e, pochi anni dopo, il cantautore Doc Pomus li aiutò ad ottenere il loro primo contratto discografico, e produsse il loro debutto con il coproduttore Joel Dorn. Nel 1977, l'album omonimo dei Roomful of Blues su Island Records (ristampato su Hyena Records come The First Album) li portò all'attenzione nazionale.
Il membro fondatore Duke Robillard lasciò la band nel 1980 e il chitarrista Ronnie Earl lo sostituì. La cantante Lou Ann Barton si unì alla band, condividendo la voce con il sassofonista Greg Piccolo. Ormai la band era in tournée a livello nazionale, attirando folle sempre più grandi. I Roomful registrarono Hot Little Mama per la propria etichetta Blue Flame e due album di successo per l'etichetta Varrick negli anni '80. Nel 1994 pubblicarono Dance All Night, il loro primo album con il chitarrista Chris Vachon (che si unì alla band nel 1990) e l'arpista/cantante Sugar Ray Norcia. Il loro album del 1995, Turn It On! Turn It Up!, che fu nominato ai Grammy, era un mix di swing e rock and roll e portò la band al suo maggiore successo commerciale fino ad oggi. Il 1997 vide l'allontanarsi di 5 membri dalla band; il cantante/arpista Sugar Ray Norcia, il tastierista Matt McCabe, il bassista "Doc" Grace, il sassofonista baritono Doug "Mr. Low" James, e il trombonista Carl Querfurth se ne andarono e furono sostituiti, rispettivamente, dal cantante McKinley "Mac" Odom, dal tastierista Al Weisman, dal bassista Marty Ballou, dal sassista baritono Kevin May e dal trombonista John Wolf. Questa formazione dei Roomful pubblicò There Goes the Neighborhood attraverso la Bullseye Blues nel 1998. I Roomful of Blues rilasciarono degli album attraverso l'Alligator Records di Chicago: That's Right! nel 2003, seguito da Standing Room Only nel 2005, Raisin 'A Ruckus nel 2008, Hook, Line e Sinker nel 2011 e 45 Live! nel 2013.
Oltre alle registrazioni della band, i Roomful of Blues hanno spesso suonato con altri musicisti come Jimmy Witherspoon, Jimmy McCracklin, Roy Brown, Joe Turner, Eddie "Cleanhead" Vinson e Earl King - le star degli anni '40 e '50 della scena jump blues. I Roomful registrarono album con Turner, Vinson e King negli anni '80 e tutte e tre le registrazioni ricevettero nomination ai Grammy. Suonarono con Pat Benatar nel suo album blues del 1991 True Love.
Nel corso degli anni i Roomful of Blues hanno suonato in innumerevoli concerti e molti festival importanti, tra cui il San Francisco Blues Festival, il King Biscuit Blues Festival, il Beale Street Music Festival, Blues On The Fox, Illinois Blues Festival, Kansas City Blues Festival, Monterey Blues Festival, Santa Cruz Blues Festival e oltreoceano al North Sea Jazz Festival, al Stockholm Jazz Festival, al Montreux Jazz Festival, al Notodden Festival e al Belgian Rhythm & Blues Festival. Hanno suonato con stelle del blues che vanno da BB King, Otis Rush e Stevie Ray Vaughan ai rocker Eric Clapton e Carlos Santana.

## Formazione
Durante quattro decenni di tournée e registrazioni continue, la formazione della band ha subito molti cambiamenti. Si dice che oltre 50 musicisti abbiano suonato nella band. Alcuni di loro hanno realizzato una carriera solista di successo. Degno di nota, Porky Cohen, la cui carriera iniziò negli anni '40 e suonò nelle band di Charlie Barnet, Artie Shaw, Lucky Millinder, Tommy Dorsey e altri. Rich Lataille, sassofono contralto e tenore, è l'unico membro rimasto della formazione originale.

### Formazione attuale
- Rich Lataille - sassofono tenore e alto (1970-oggi)
- Chris Vachon - chitarra (1990-oggi)
- Phil Pemberton - voce (2010-oggi)
- John Turner - contrabbasso e basso
- Chris Anzalone - batteria
- Carl Gerhard - tromba
- Alek Razdan - sassofono tenore e baritono
- Rusty Scott - pianoforte e organo Hammond (2012-oggi)

### Ex componenti
Elencati in ordine alfabetico. Questa è una lista parziale.
- Marty Ballou - basso
- Lou Ann Barton - voce (primi anni '80)
- Al Basile - tromba e cornetta
- Junior Brantley - tastiere
- Fran Christina - batteria
- Porky Cohen - trombone (deceduto)
- Travis Colby - pianoforte e organo Hammond  (???? - 2012)
- Al Copley - piano (1967–1984)
- Jason Corbiere - batteria
- Norman Daley - sax baritono
- Forest Doran - basso
- Mark DuFresne - voce e arpa
- Ronnie Earl - chitarra (1980-1988)
- Mark Earley - sax baritono e tenore
- Bob Enos - tromba (deceduto)
- Dimitri Gorodestky - basso
- Ken "Doc" Grace - basso
- Brad Hallen - basso
- Dave Howard - voce[5] (???? - 2010)
- Preston Hubbard - basso (deceduto)
- Fred Jackson - tromba
- Doug "Mr. Low" James - sassofono baritono
- Tommy K. - chitarra
- Ron Levy - pianoforte e organo Hammond (1983-1987)
- Ephraim Lowell - batteria
- Kevin May - sax baritono
- Matt McCabe - pianoforte
- Rory McLeod - basso
- Danny Motta - tromba
- Sugar Ray Norcia - voce e arpa (1991-1998)
- Mac Odom - voce
- Edward Parnigoni, Jr. - basso
- Larry Peduzzi - basso
- George Peterle - chitarra
- Greg Piccolo - sax vocale e tenore
- Carl Querfurth - trombone e produttore
- Bryan "Frankie" Rizzuto - basso verticale, basso elettrico
- Duke Robillard - voce e chitarra (1967-1980)
- John Rossi - batteria
- Curtis Salgado - vocale (1984-1986)
- Mark Stevens - pianoforte e organo Hammond
- Paul Tomasello - basso e voce
- Hank Walther - pianoforte e organo Hammond
- Mike Warner - batteria
- Albert Weisman - pianoforte e organo Hammond
- Jimmy Wimpfheimer - basso
- John Wolf - trombone, trombone basso
- Doug Woolverton - tromba

## Discografia

### Album in studio
- 1977 Roomful of Blues [ristampato come The First Album] (Island; Varrick [1988]; 32 Records [1996]; Hyena [2003])
- 1979 Let's Have a Party (Antilles; Room-Tone RT-102 [2004])
- 1981 Hot Little Mama! (Blue Flame; Ace; Varrick [1985])
- 1982 Eddie "Cleanhead" Vinson &amp; Roomful of Blues (by Eddie "Cleanhead" Vinson) (Muse)
- 1983 Blues Train (by Big Joe Turner) (Muse; Rockbeat) - con ospite speciale: Dr. John
- 1984 Dressed Up To Get Messed Up (Varrick; Demon)
- 1986 Glazed (by Earl King) (Black Top)
- 1991 True Love (by Pat Benatar) (Chrysalis) - album jump blues di Benatar con i 'the Roomful Horns' with Neil Giraldo, Chuck Domanico, Myron Grombacher, Charlie Giordano
- 1994 Dance All Night (Bullseye Blues)
- 1995 Turn It On! Turn It Up! (Bullseye Blues)
- 1996 Rhythm & Bones (by Porky Cohen) (Bullseye Blues)
- 1997 Under One Roof (Bullseye Blues)
- 1997 Roomful of Christmas (Bullseye Blues)
- 1998 There Goes the Neighborhood (Bullseye Blues)
- 2001 Watch You When You Go (Bullseye Blues)
- 2003 That's Right! (Alligator)
- 2005 Standing Room Only (Alligator)
- 2008 Raisin' a Ruckus (Alligator)
- 2011 Hook, Line & Sinker (Alligator)

### Album dal vivo
- 1987 Live at Lupo's Heartbreak Hotel (Varrick; Demon)
- 2002 Live at Wolf Trap (Room-Tone RT-101 [attualmente fuori catalogo])
- 2013 45 Live! (Alligator) - registrato dal vivo al 'The Ocean Mist'

### Compilation
- 1999 Swingin' & Jumpin'  (1979–1983 recordings) (32 Records)
- 2000 The Blues'll Make You Happy Too (1981–1998 recordings) (Rounder)
- 2009 Essential Recordings: Jump Blues Classics (Perfect 10 Series: Best of Rounder Records) (Rounder)